# Квалифицированный институциональный инвестор
Квалифицированный институциональный инвестор (англ. qualified institutional investor) — институциональный инвестор в США, который имеет право, согласно классификации Комиссии по ценным бумагам и биржам, участвовать в торговых операциях с ценными бумагами наряду с другими квалифицированными институциональными инвесторами без регистрации этих ценных бумаг в Комиссии по ценным бумагам и биржам. Квалифицированный инвестор должен иметь под своим управлением не менее 100 млн долларов США.